# سید محمد حسینی (زندانی سیاسی)
سید محمد حسینی (۲ اسفند ۱۳۶۱ – ۱۷ دی ۱۴۰۱) یکی از بازداشت‌شدگان در خیزش ۱۴۰۱ ایران و متهم ردیف دوم شرکت در جریان مراسم چهلم حدیث نجفی و پارسا رضادوست در کرج بود که به اعدام محکوم شد. نظام جمهوری اسلامی او را در ۱۷ دی به همراه، محمدمهدی کرمی، یکی دیگر از متهمان پرونده اعدام کرد. اعدام او منجر به خشم و انزجار عمومی در ایران و جهان شد.

## زندگی
محمد حسینی، متولد دوم اسفند ۱۳۶۱ در کرج بود. پدر و مادرش را سال‌ها پیش از دست داده بود. یک خواهر و یک برادر، و یک برادر ناتنی داشت که سال‌های زیادی، رابطه چندانی با آنها نداشت و در کمال شهر کرج در یک خانه استیجاری، تنها زندگی می‌کرد. او تا مقطع راهنمایی درس خوانده بود و در شرکت «جوجه‌کشی» مرغک قزوین با درآمد ماهانه حدوداً شش میلیون تومان کارگر بود. محمد حسینی در چند رشته رزمی، از جمله کونگ‌فو و ووشو، حکم قهرمانی داشت. آنچه که در دادگاه به عنوان مستندات جرم علیه او به نمایش درآمده بود، همگی از وسایل ورزش رزمی‌اش بود.
به گزارش رادیو فردا، تعدادی از افرادی که محمد حسینی را از نزدیک می‌شناختند گفته‌اند که وی انسان خیری بوده و به کودکان فقیر، به صورت رایگان ورزش رزمی می‌آموخته است. بر اساس گزارش رادیو فردا مبتنی بر بررسی صفحات اینستاگرامی وی، او را فردی عاشق ایران و ورزشکار نشان می‌دهند. بررسی صفحات اینستاگرامی، نشان می‌دهد که او علاقه‌مند به دودمان پهلوی بوده است.

## محاکمه
او در ۹ آذرماه ۱۴۰۱، در جلسه دادگاه انقلاب کرج به ریاست قاضی آصف الحسینی متهم به «افساد فی الارض از طریق ارتکاب جرایم علیه امنیت کشور»، «حمله به مأموران پلیس و بسیج» و «اجتماع و تبانی علیه امنیت کشور» شده است. او در جریان جلسه دادگاه در دفاع از خود گفته است: «برخی از اتهامات منتسب به خود را قبول ندارم.» نماینده دادستان با نشان دادن تصاویر و فیلم‌هایی مدعی شده است که او در زمان انسداد اتوبان تهران – کرج و در زمان کشته شدن روح‌الله عجمیان حضور فعال داشته است. به گفته حساب ۱۵۰۰ تصویر، سیدمحمد حسینی در این پرونده متهم ردیف دوم است؛ پدر و مادر او فوت کرده‌اند و کسی را ندارد. خانوادهٔ متهمانِ دیگر در این پرونده چندین بار پیام داده‌اند که محمد حتماً یکی از کسانیست که به اعدام محکوم شده اما کسی را ندارد تا اطلاع‌رسانی کند.
به گفته علی شریف‌زاده اردکانی، وکیل دادگستری او جهت اخذ وکالت و ملاقات با سیدمحمد حسینی برای فرجام خواهی از حکم اعدام به شعبه اول دادگاه انقلاب کرج مراجعه کرده اما برخلاف قانون آیین دادرسی کیفری، از اجازه تنظیم وکالتنامه و مطالعه پرونده خودداری شده است. او گفته است این کار «نقض آشکار حقوق یک انسان محکوم به اعدام» است. اما دادگاه پس از آن، وکالتنامهٔ او را قبول کرده است و به او اجازه دفاع در مرحله فرجام‌خواهی داده شده است. پس از دیدار این وکیل با حسینی متوجه شده است که اعتراف‌های او «تحت شکنجه بوده و هیچ وجاهت قانونی ندارد». حسینی تحت شکنجه بوده و در طول مدت بازداشت انواع مختلف شکنجه روی او انجام شده است. به گفته او این شکنجه‌ها شامل «ضرب و شتم با چشم و دست و پای بسته تا لگد به سر و بیهوشی، از میله آهنی به کف پا و شوکر در قسمت‌های مختلف بدن» است.

## اعتراضات سراسری در مراسم چهلم
هم‌زمان با چهلم محمد حسینی و محمدمهدی کرمی، دو تن از معترضان اعدام‌شده، مردم ایران در شامگاه ۲۷ بهمن ۱۴۰۱، در شهرهای گوناگون ایران، همچون: تهران، مشهد، اصفهان، کرج و سنندج…، برای اعتراض به حکومت جمهوری اسلامی به خیابان‌ها آمدند.

## واکنش‌ها
دریا صفایی، نماینده مجلس بلژیک و فعال حقوق‌بشر و هارالد تروخ، نماینده مجلس اتریش کفالت سیاسی او را بر عهده گرفتند. صفایی اعلام کرد که مادرخوانده سیاسی او است.

### پس از اعدام
- رضا پهلوی گفت که «محمد حسینی و محمدمهدی کرمی اعدام نشدند؛ بلکه به دست رژیمی تروریستی به قتل رسیدند. با همت ملت بیدار و متحد ایران، این تروریست‌های ضدایرانی و رهبر جنایتکارشان به سزای اعمال خود خواهند رسید.»[۱۴]
- دریا صفایی، نماینده مجلس فدرال بلژیک و کفیل سیاسی او، در واکنش به اعدام محمدمهدی کرمی و محمد حسینی خواستار تحمیل هزینه سنگین‌تر توسط جامعهٔ جهانی به جمهوری اسلامی شد و گفت: «مسئولیت جهان غرب اکنون ایجاب می‌کند که رژیم ایران و سران خونریزش را بیش از پیش منزوی کند.»[۱۵]
- اردلان شکرابی، نماینده مجلس سوئد و کفیل سیاسی او در توییتی گفت: «قتل محمدمهدی کرمی و محمد حسینی به دست حکومت جمهوری اسلامی را فراموش نخواهیم کرد. پیگرد قانونی برای محکومیت مسوولان و مجریان این جنایت وظیفه حقوقی همه کشورهای آزاد است.»[۱۶]
- علی کریمی، گوگوش، داریوش، حمید فرخ‌نژاد، پرستو صالحی با با گذاشتن پست‌هایی در صفحه شبکه‌های اجتماعی‌شان نسبت به اعدام او و محمدمهدی کرمی واکنش نشان دادند. پرستو صالحی گفت: «در کشور ما با هر اذان بیداد می‌کنند، اعدام می‌کنند. مؤذن اذان نگو، در کشور ما ضحاک به وقت اذان صبح خون می‌خورد، مؤذن اذان نگو.» علی کریمی نیز در پستی گفت «آی وطن، بی‌کس وطن، تا بیدار نشیم، بی‌دار نمی‌شیم.» همچنین گوگوش نیز ویدیویی از شعار دادن مردم در یکی از کنسرت‌های خود منتشر کرد و گفت: «به نام پیامبر اسلام، دو محمد را کشتند. مرگ بر جمهوری اسلامی»[۱۷]
- محمود امیری‌مقدم، رئیس سازمان حقوق بشر ایران با انتشار توییتی با محکوم کردن این اعدام‌ها گفت که این اتفاق باید برای حاکمیت جمهوری اسلامی، عواقبی بسیار شدیدتر و گسترده‌تر از اعدام‌های قبلی در پی داشته باشد.[۱۸]
- حامد اسماعیلیون، سخنگوی انجمن خانواده‌های جانباختگان هواپیمای اوکراینی در توییتی نوشت: «تروریست‌های جمهوری اسلامی ساعتی پیش دو جوان بی‌گناه را به قتل رساندند. بدون دسترسی به وکلا و پشت درهای بسته. زمان اخراج سفرای آنها فرا رسیده است.»[۱۸]
- مسعود قره‌خانی، رئیس پارلمان نروژ در توییتی نوشت که به این دو نفر پیش از اعدام اجازه ملاقات با خانواده‌هایشان داده نشد و از مخاطبانش خواست که صدای خانواده‌های اعدام‌شدگان باشند.[۱۸]
- گلشیفته فراهانی در واکنش به اعدام محمد حسینی و در سوگ او نوشته است: عکس یا تصویری از «رقص و خنده» محمد حسینی در شبکه‌های اجتماعی دیده نشد. وی در ادامه و به سیدمحمد حسینی نوشته است: «پدر و مادرت نبودند که تنِ بیگناه و بی‌جانت را تحویل بگیرند و به‌خاک بسپارند؛ ولی ایران تو را تحویل گرفت و در دلِ خودش خاک کرد.»[۱۹]
- در یکی از تصاویر هم‌رسانی‌شده در فضای مجازی، مزارِ محمد حسینی دیده می‌شود که خانوادهٔ محمدمهدی کرمی در آن‌جا حاضر شده و گلبارانش کرده‌اند. آن‌ها می‌گویند، به دلیل تنهایی و بی‌کسیِ حسینی «نه کسی آن‌جا بود، نه گلی بر مزارش بود. ما برایش شمع روشن کردیم و گُل گذاشتیم.»[۲۰]
- برخی از مردم به روش‌های گوناگون از جمله توزیع غذا میان نیازمندان،[۲۱][۲۲] حضور بر مزارِ وی و کاشتِ نهالِ بلوط یادش را گرامی داشتند.